# Robert Steuckers
Robert Steuckers, né le 8 janvier 1956 à Uccle, est un essayiste et militant politique belge. Il dirigera un bureau de traduction à Bruxelles de 1985 à 2005, actif principalement dans les domaines du droit, de l'architecture et des relations publiques (lobbying auprès de la Commission Européenne).
Autrefois proche de la Nouvelle Droite, il a été le théoricien de la révolution conservatrice de la « Nouvelle Droite ». Il quitte le GRECE en 1993, pour créer Synergies européennes, où il défend les thèses d’un nationalisme anticapitaliste paneuropéen.
Initiateur de colloques, coauteur de plusieurs œuvres collectives, on le considère comme un « conférencier polyglotte ».

## Biographie
Né à Uccle près de Bruxelles en 1956, issu d'une famille flamande, Robert Steuckers fut un enfant fasciné par le roman historique anglais, en particulier de Walter Scott (l'ouvrage homérique Ivanhoé, la légende de Robin des Bois, l'aventure de Quentin Durward), et par la littérature dérivant de l'imaginaire des chevaliers de la Table ronde. Il fait ses études aux Facultés universitaires Saint-Louis à Bruxelles et à l'Université catholique de Louvain, en philologie germanique, puis à l'école de traducteurs-interprètes de Marie Haps à Ixelles – ces trois institutions ayant fusionné depuis –, de 1974 à 1980, où il obtient le diplôme (de langues allemande et anglaise) de l'école de traducteurs-interprètes. Ensuite, il exerce le métier de professeur d'anglais à l'Institut de l'Assomption à Watermael-Boitsfort pendant moins d'un an.
Il a été successivement intrigué par le champ médiéval et l'univers mythique, qui ont été accompagnés par le testament littéraire épique flamand, tel que Le Lion des Flandres de Hendrik Conscience ou encore par la culture flamande des éléments baroques que l'on retrouve chez Jacob Jordaens, puis par les thématiques bretonnes, comme Le Loup Blanc de Paul Féval. Pendant son adolescence jusqu'à l'université, il découvre Friedrich Nietzsche, mais surtout Oswald Spengler, notamment son histoire en perspective, Arnold Joseph Toynbee (A Study of History) et son classement des civilisations; il lit de grands romanciers ou de grandes figures littéraires, tels que Julius Evola, Gottfried Benn, Ernst Jünger, mais aussi Arthur Koestler, George Orwell, et Graham Greene.

### Premières rencontres: Thiriart et le GRECE
Influencé par Jean Thiriart, il adhère au GRECE (« Nouvelle Droite ») en 1973 à 17 ans, un mouvement intellectuel européaniste visant à réarmer idéologiquement les droites. Il a été le principal contributeur au sein du GRECE sur « l'appropriation du national-bolchevik allemand Ernst Niekisch »,. Placé au secrétariat Études & Recherches du GRECE, Robert Steuckers diffuse en même temps les idées « grecistes » en Belgique, tâche que s'est assignée la Nouvelle Droite belge dirigé par Georges Hupin. 
Fin des années 1970, Robert Steuckers est un proche du Front nouveau de Belgique (FNB),, et membre du Vlaams Blok puis, finalement, cadre du mouvement Nation[réf. nécessaire]. Dans les années 1980-1990, M. Steuckers a été le théoricien le plus en vue du Parti des forces nouvelles. 
Il fonde la revue Orientation en 1980 avec l’assistance d’un groupe d’amis dans le cadre des activités du GRECE-Belgique. Peu de temps après, la parution de la revue Orientations est interrompue car Robert Steuckers deviendra de mars 1981 à décembre 1981 le secrétaire de rédaction de la revue Nouvelle École, dirigée par Alain de Benoist. À la suite d'une divergence avec ce dernier, il s'éloigne de ce mouvement en décembre 1981 et fonde le groupe EROE (Études, recherches et orientations européennes), puis la revue Vouloir (1983-1999), organe de l’EROE, en 1983 avec le concours de Jean-Eugène van der Taelen (1917-1996), revue pluridisciplinaire, extérieure au mouvement de la Nouvelle Droite et publiée hors de France. Cependant, tout au long des années 1980, la revue Orientations (1980-1991) contribue à diffuser les idées  « grecistes » . 
En 1984, il crée avec Tristan Mordrelle et Patrick Rizzi L'Encyclopédie des armes, éditée chez Atlas.
En 1989, Robert Steuckers estime que « la nouvelle droite se trouve confrontée à un défi : rénover son discours, s’annexer de nouvelles pistes intellectuelles (Michel Foucault, Gilles Deleuze, Félix Guattari, Georges Gusdorf, Charles Péguy, etc.), opérer une greffe entre ces nouveaux adstrats et son corpus existant »,, propos qui soulignent les questions d'incompatibilités personnelles entre Steuckers et de Benoist mais également des conceptions tactiques et des options intellectuelles divergentes.  
Autour de l'Association universitaire Provence-Europe animée par Christiane Pigacé, une juriste française proche de la Nouvelle droite et professeur à l'IEP d'Aix-en-Provence, et de son époux Thierry Mudry, avocat au barreau de Marseille, il a participé à plusieurs universités d'été dans le Luberon.

### Synergies européennes
En conflit avec Alain de Benoist, il quitte définitivement le GRECE en 1993 pour suivre une voie « plus activiste » et fonde avec Gilbert Sincyr l'association paneuropéenne Synergies européennes, basée sur le nationalisme européen, qui publie un bimestriel intitulé Nouvelles de Synergies européennes (1994-2002). La nouvelle association publie aussi un bulletin d'informations géopolitiques, Au fil de l'épée (1999-2003), et organise en principe chaque année une université d'été. Steuckers se serait éloigné d'Alain de Benoist pour s’impliquer [et donc à l'inverse du GRECE] « dans la réalité de la politique et du pouvoir ». Selon Jean-Yves Camus, Steuckers reproche à l'encontre du GRECE le manque de travaux et publications liés au réel, à la géopolitique et aux sciences juridiques, savoirs qui sont de première nécessité pour suggérer une organisation politique concrète de l'espace culturel européen ; mais surtout aux « grécistes  » de manquer d'intérêt pour les travaux publiés dans le monde germanophone et pour la culture de la Mitteleuropa de manière générale.
Ajoutées à d'autres divergences, Robert Steuckers et divers dissidents du GRECE, tel Jean Haudry, Dominique Venner, Guillaume Faye ou Pierre Vial, contribueront à la naissance de la mouvance identitaire.
Dans les années 1990, Steuckers crée avec Frédéric Erens et Jean-Eugène van der Taelen le Club du Beffroi, un groupuscule élitaire, sorte d'équivalent belge du Club de l'horloge. qui soutient à la fois Agir (parti d'extrême droite francophone de la fin des années 1980) et le Vlaams Blok (parti néerlandophone).
En 1992, il est invité par Alexandre Douguine à Moscou pour une intervention sur « L’empire soviétique et les nationalismes à l’époque de la perestroïka ».
À la suite du premier congrès des Peuples Opprimés par le Nouvel Ordre mondial à Moscou en mars 1993, organisé par le FSNR, auquel participent le PCN, Steuckers créé l'association Europa, dont le siège est en Belgique, plus précisément à Beersel. Cette association veut notamment « aider à la réinsertion des Européens dans leur histoire » et est ouverte aux ressortissants de la Communauté Européenne, de l'AELE et de l'ex-Comecon.
Il fonde également, en 1994, avec Jean-Eugène van der Taelen, Bruxelles-Identité-Sécurité, un mouvement d'extrême droite qui tente de rassembler les sympathisants francophones du Vlaams Blok. Robert Steuckers donne régulièrement alors des conférences lors de cycles de formation pour des organisations proches ou membres du Vlaams Blok (Vlaams Blok Jongeren, NSV, etc.). En 1996, il participe à la mise sur pied du Front nouveau de Belgique (FNB), une dissidence du Front national belge .

### Années 2000 et 2010
Il a animé une conférence avec Alain Soral le 1er décembre 2007, en Belgique au Château Coloma.
Il participe, le 9 mars 2018 à Lille, à une conférence intitulée « L’Europe, une civilisation politique ? La politique pour éviter la guerre ! », organisée par les Editions Bios, aux côtés de Tomislav Sunic, de Pierre-Antoine Plaquevent et d'Alessandro Sansoni.
Une année plus tard, le 9 mars 2019, il participe, aux côtés de Tomislav Sunic et de Pierre Krebs, à un congrès intitulé « Europe: le réveil ou la mort », organisé à Genève par le mouvement identitaire Résistance Helvétique.

### Travaux
Ses recherches ont principalement porté sur les travaux classiques de la géopolitique, de Halford John Mackinder à Karl Haushofer, en passant par Heinrich Jordis von Lohausen, Rudolf Kjellén,,.

### Polémique
Robert Steuckers a fait l'objet d'une polémique au début de l'année 2015, lorsqu'il a demandé, conformément aux droits qui lui sont octroyés par son statut d'enseignant, à pouvoir donner des cours d'anglais à l'Institut des Dames de Marie. En effet, Manuel Abramowicz (RésistanceS) affirme que Robert Steuckers serait d'extrême droite, ce que l'intéressé conteste fermement.

## Ouvrages
- Avec Guillaume Faye et Pierre Freson, Petit lexique du partisan européen, Eurograf, Esneux, 1985, 108 p. ; rééd. Ars Magna, coll. "Les Ultras"., Nantes, 198 p., 2023  (ISBN 978-2383560777)
- Trad. de Karl Höffkes, Wandervogel: la jeunesse allemande contre l'esprit bourgeois, 1896-1933, Pardès, 92 pages, 1985.
- Avec Armin Mohler et Thierry Mudry, Généalogie du fascisme français. Dérives autour des travaux de Zeev Sternhell et Noel O’Sullivan, Idhuna, Genève, 1986, 99 p.  — traduit en grec.
- Trad. de Hans Günther, Religiosité indo-européenne, Pardès, 161 pages, 1987. Ajouté d'une présentation de Julius Evola.
- (it) Avec Günter Maschke et Louis Sorel, Idee per una geopolitica europea, Milano 1998.
- La Révolution conservatrice allemande. Biographies de ses principaux acteurs et textes choisis, éditions du Lore, 2014.
- (es) Sinergias identitarias, Editorial EAS, Torrevieja/Alicante, 2016.
- (en) The European Enterprise: Geopolitical Essays, Selected and translated by Dr Alexander Jacob (Manticore Press, 2016).
- Avec Armin Mohler, Généalogie du fascisme français: dérives autour du travail de Zeev Sternhell, éditions du Lore, 2016.
- (pt) Fundamentos Filosóficos para a Nova Direita, 2017 (ISBN 978-1-5466-1614-6).
- Pages celtiques, éditions du Lore, 2017  (ISBN 978-2-35352-516-4).
- Valeurs et racines profondes de l'Europe (EUROPA, tome I), éditions BIOS, Lille, 2017  (ISBN 979-10-94233-03-0).
- De l'Eurasie aux périphéries: une géopolitique continentale (EUROPA, tome II), éditions BIOS, Lille, 2017  (ISBN 979-10-94233-04-7).
- L'Europe, un balcon sur le monde (EUROPA, tome III), éditions BIOS, Lille, 2017  (ISBN 979-10-94233-05-4).
- La révolution conservatrice allemande, tome deuxième, sa philosophie, sa géopolitique et autres fragments, éditions du Lore, 2018  (ISBN 978-2-35352-532-4).
- Sur et autour de Carl Schmitt - Un monument revisité, éditions du Lore, 2018  (ISBN 978-2-35352-534-8).
- [avec Pierre Krebs et Pierre-Émile Blairon], Guillaume Faye, cet esprit-fusée : hommages et vérités, Diffusion du Lore, 2019, 160 p.  (ISBN 978-2-35352-541-6).

### Traductions
- Karl Höffkes, Wandervogel - La jeunesse allemande contre l'esprit bourgeois 1896-1933, Puiseaux, Pardès, 1986, 92 p.  (ISBN 978-2-86714-007-5)
- Hans Friedrich Karl Günther, Religiosité indo-européenne (préf. Julius Evola), Éditions du Lore, 2013, 123 p.  (ISBN 978-2-35352-039-8).